# Ordre de Notre-Dame du Mont-Carmel
Pour les articles homonymes, voir Notre-Dame-du-Mont-Carmel (homonymie).

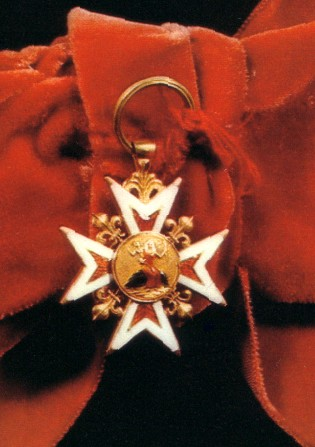

L’ordre de Notre-Dame du Mont-Carmel est un ordre militaire français, qui n'exista de façon autonome qu'en 1608, avant d'être réuni à celui de Saint-Lazare.
L’ordre fut créé en février 1608 par le pape Paul V à la demande du roi de France Henri IV. La création de l’ordre, destiné à « l’extirpation de l’hérésie », venait sceller la réconciliation du roi de France, converti au catholicisme en 1593, et du Saint-Siège. L'insigne de l'ordre était une croix en or décorée d'un médaillon de la Vierge du Mont-Carmel ; la croix était suspendue à un ruban de couleur amarante (rouge tirant vers le violet).
En octobre 1608, Henri IV décida de fusionner cet ordre avec celui de Saint-Lazare. À ce titre, il nomma le grand-maître de Saint-Lazare, Philibert de Nérestang, grand-maître du Mont-Carmel.
Le Saint-Siège ne reconnut pas les nouveaux ordres de Notre-Dame du Mont-Carmel et de Saint-Lazare de Jérusalem Réunis. Les différents grands-maîtres de l'ordre ne furent reconnus que comme grands-maîtres du Mont-Carmel. Enfin en 1668 une bulle du légat pontifical en France consacra la fusion des deux ordres.
L’ordre de Notre-Dame du Mont-Carmel fut supprimé en 1830.